# Berzeviczy Márton
Berzeviczei és kakaslomniczi Berzeviczy Márton (Berzevice vagy Kakaslomnic,  1538  - Osiek, 1596. február 16.) erdélyi kancellár és diplomata, nagy műveltségű tudós ember. Berzeviczi János és Kristóf apja.

## Származása
Német földről vándoroltak Magyarországra a család ősei. Legrégebbik őse Gertrúd meráni grófnővel telepedtek le a XII. század végén.

## Élete
Márton 1538-ban született a Fekete hegy alján lévő kis faluban, jó egy évtizeddel a mohácsi veszedelem után, családja vagyon és tekintély dolgában már hanyatlóban volt a korábbi századokhoz képest. Apja Kristóf, anyja Bertóthy Katalin volt.
Miután nagy vagyont nem örökölt, így számára az egyedüli kitörési mód a minél szélesebb körű tudás megszerzése. Fiatal korában 1558-ban Nádasdy Tamás nádor udvarában dolgozott, mint íródeák, majd hites jegyző lett. Később a nádor segítségével Bécsbe jutott el, ahol a magyar kancellárián kapott állást. I. Ferdinánd német-római császár kíséretében részt vett a prágai majd a Német-római Birodalomban történt utakon. Már fiatal korában részletes betekintést nyert az európai politikába.
Udvari szolgálatairól való gyors lemondása után közel 10 éves külföldön való tanulmányút következett, amely magába foglalta Angliát, Németországot, Franciaországot és végül Pádua neves egyetemét végezte el. Igényes levelei is jól mutatják, hogy milyen alaposan megtanult latinul, németül és olaszul. Ezen országok nagy hírű egyetemein  európai szintű műveltséget és tudást szerzett.
Márton fő pártfogoltja Nádasdy nádor volt, aki 1562-ben halt meg Egerben, ekkor írta róla „Nádasdy dicső neve addig fog fényesedni, amíg a magyar történetek emléke fennmarad”.
1568-ban szindikussá választották a Padovai Egyetem jogi karán. 1572-ben indult haza Páduából. Első útja Bécsbe vezetett, ahol régi munkahelyén az udvari magyar kancellária vezetője Liszthy János veszprémi püspök fogadta. Hiába hozott jó ajánló levelet, a püspök bizalmát nem nyerte el és ezzel udvari szolgálatba lépése is kútba esett.

## Báthory István király alatti ténykedése
Erdélybe visszatérve Forgách Ferenc nagyváradi püspök javaslatára Báthory István erdélyi fejedelem a szolgálatába fogadta. A fejedelemtől kapta azt az első megbízását, hogy az újonnan választott XII. Gergely pápához vigye el jókívánságait pápává választása  alkalmából. Visszatérve sikeres pápai útjáról tájékoztatta a fejedelmet, aki tanácsosi rangot adott 1574-ben Márton részére. Forgách püspök halála után az erdélyi kancellária vezetői tisztséget is megkapta. Fontos diplomáciai szolgálatot végzett Báthory István lengyel királlyá választása érdekében.
Báthory fejedelem – mint lengyel király – szolgálatai jutalmazásául 1577-ben birtokkal ajándékozta meg Kelet-Poroszországban. 1578-ban lengyel nőt vett feleségül. Később fel is vették a lengyel nemesség soraiba és 1578-ban bárói ragot kapott. Báthory 1586-os halála után megszűnt erdélyi kancellári vezető funkciója. Hamarosan meg kellett tapasztalnia az új hazájának nyílt ellenszenvét személye iránt. De ennek ellenére élete hátralevő részében Lengyelországban maradt, leszámítva két erdélyi utazását. Osieki várában hunyt el, 56. életévében.

## Fő művei
- Oratio funebris de invictissimo Ferdinando I. Parisiis. 1565. (Orationum et elegiarum tom. I. Francof. 1566.)
- Epistola ad Marcum Antonium Muretum scripta. Patavio kal. dec. 1569. (Marci Antonii Mureti Epistolae et Praefationes Parisiis, 1579. és Ant. Mureti Orationes Epistolae et Poemata. Hannoverae, 1774. II.)